# José Manuel de Goyeneche
José Manuel de Goyeneche y Barreda, I conde de Guaqui, (1776-1846) fue un noble, militar y diplomático español del entonces  virreinato del Perú.
Nacido en Arequipa, virreinato del Perú, fue representante plenipotenciario de la Junta Suprema de Sevilla durante la ocupación francesa de la España peninsular. Tuvo un destacado papel en las guerras de independencia hispanoamericana comandando al Ejército Realista en los virreinatos del Río de la Plata y del Perú y recuperando el control español en ese territorio. Destacando por su victoria en la decisiva batalla de Huaqui, también conocida como batalla del Desaguadero, por la que obtuvo el título de Conde de Guaqui y Grande de España de primera clase.
Cuando dimitió como general en jefe de las tropas españolas en el Virreinato del Perú viajó a la península ibérica, donde adquirió el grado de teniente general de los Reales Ejércitos y ocupó diferentes cargos en la Corte, entre otros,  senador vitalicio, presidente de la Junta de Arreglo de Comercio de Ultramar y Consejero Honorario de Estado.

## Biografía
José Manuel de Goyeneche nació en Arequipa, en la provincia de Arequipa, actual Perú entonces virreinato del Perú, el 12 de junio de 1776 en el seno de una familia acomodada, perteneciente a la nobleza local y con arraigada relación con la milicia. Su padre, Juan de Goyeneche y Aguerrevere, oriundo del valle navarro del Baztán, era capitán de caballería y Sargento Mayor de Milicias Disciplinadas, y su madre, María Josefa de Barreda y Benavides, era hija de Nicolás de Barreda y Ovando, que ostentaba el rango de Mariscal de Campo.
A los ocho años, ingresó como cadete en el 1.º batallón de las Milicias de Arequipa, sirviendo en ellas nueve meses y diez días. El 12 de diciembre de 1783 fue nombrado teniente de menor edad en la 4.ª Compañía del Regimiento de Milicias de Caballería de Cumaña.
En 1788 viajó España y se instaló en  Sevilla, donde residía su tío Francisco de Barreda que desempeñaba el cargo de administrador general de la Real Aduana, para finalizar sus estudios de cadete de las milicias disciplinadas y cursar la carrera de Filosofía. En 1795 finaliza, con dispensa de edad, la licenciatura y obtiene el doctorado en Filosofía Ese mismo año, tras pagar 80 000 reales por derecho de inscripción, lo que era una práctica frecuente en la época, fue nombrado capitán del Regimiento de Granaderos del Estado.
Fue destinado al Real Cuerpo de Artillería, de guarnición en Cádiz. En 1797, en la batalla en la que la escuadra inglesa al mando del Contralmirante Nelson bombardea la ciudad, toma parte en la batalla al frente de doscientos granaderos en defensa de la plaza. En 1800, en el segundo ataque británico a Cádiz, participa de nuevo en la defensa de la plaza al mando de las baterías de Capuchinos y Plataforma, ya con el cargo de capitán.
En febrero de 1802 el rey Carlos IV le otorgó la Orden de Santiago, previas pruebas de la legitimidad, cristiandad y nobleza de sus cuatro primeros apellidos, siendo su padrino el marqués de Casa Palacio, miembro de la aristocracia de Potosí.
En 1803 el gobierno comisionó a Goyeneche para que estudiara los progresos de la táctica militar en diferentes países de Europa, fruto de ello presenció en Berlín y Potsdam las maniobras de los ejércitos de Guillermo III de Prusia, las del Archiduque Carlos en Viena y las de Napoleón Bonaparte en París y Bruselas. Continuó viaje por Inglaterra, Holanda, Suiza, Alemania e Italia. Al término de su viaje escribió sus memorias del mismo y tradujo el Manual de instrucción del ejército prusiano.
En mayo de 1805 presentó a Manuel Godoy una detallada memoria sobre lo visto en Europa. Godoy aprobó el documento en junio de ese año. El 22 de ese mismo mes, Goyeneche, recibió el grado y la agregación de Coronel de Milicias Disciplinadas, en carácter de agregado.
En 1806 se asoció con Juan Miguel de Lostra y fundan en Sevilla la compañía comercial Sobrinos de Aguerrevere y Lostra, con una aportación inicial de 240 000 reales de plata.

## Representante plenipotenciario en América
En la primavera de 1808 Goyeneche, aún bajo reinado de Carlos IV, antes de producirse las abdicaciones de Bayona, recién trasladados los reyes y la corte a Aranjuez, se traslada a Sevilla alojándose en casa de su tío Francisco Barreda Benavides, que era administrador general de la Real Aduana, lugar donde poco después, 27 de mayo, se constituyó la Junta de Sevilla.

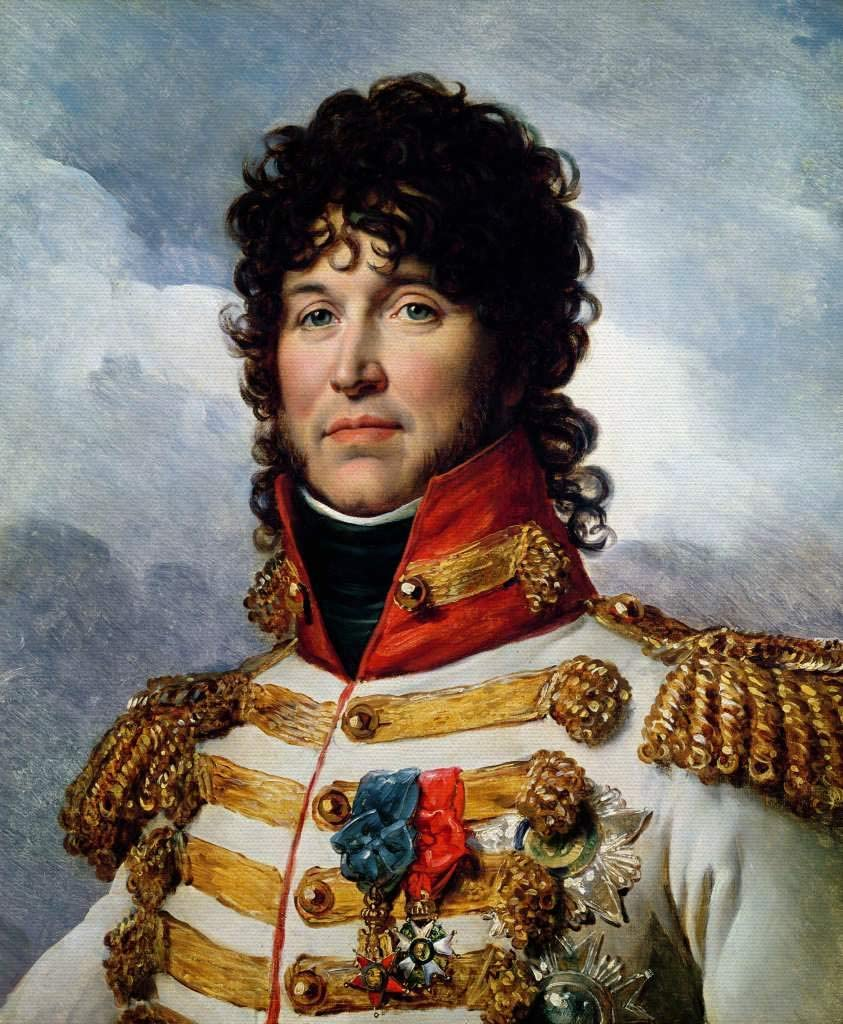
Joaquín Murat pintado por François Gérard hacia 1808.

El 17 de junio de 1808 la Junta de Sevilla  nombra a Goyeneche su comisionado como representante plenipotenciario del Gobierno legítimo de España en América, ascendiéndolo al rango de brigadier del Ejército el 24 de junio de 1808, con instrucciones de  asegurar la proclamación del rey Fernando VII en el Río de la Plata y en el Virreinato del Perú. Junto con el encargo anterior llevaba una orden, fechada el 20 de junio, y firmada por hombres relevantes de la Junta (Saavedra, Díaz, Bermudo, Flores, Checa, Zambrano, Coca y Miñano) en la que se ordenaba a los gobernadores de los puertos españoles en los que hiciera escala que apresaran los barcos franceses que llegaran a aquellas plazas tomando como prisioneros de guerra a su tripulación.

... muy a la mira de las insidiosas órdenes que pueda despachar el Duque de Berg (Joaquin Murat), Presidente de la Junta erigida en Madrid, o el Consejo de Castilla, oprimidos por él, o cualquiera otra autoridad intrusa y sospechosa de que intenten valerse, de modo que sólo se reconozca a esta Suprema Junta y a sus Comisionados (...) Haga saber a los Gobernadores de los Puertos donde tocase que ni en ellos ni en ninguno de los dominios españoles admitan buques pertenecientes a la nación francesa, aun cuando fuesen con salvoconducto del Gobierno de Madrid, oprimido por ella, debiendo interceptarse su correspondencia y apresarlos, tratando a sus tripulaciones como prisioneros de guerra

El día 25 de junio, después de acusar recibo de los encargos realizados por la Junta de Sevilla, parte del puerto de Cádiz a bordo de la goleta Nuestra Señora del Carmen al mando del alférez de navío Eugenio Cortés. Le acompañaba el capitán de fragata Juan José Sanllorente con órdenes similares a las suyas para Chile.
La Junta de Sevilla obtuvo un salvoconducto para el Nuestra Señora del Carmen del almirante inglés Colligwood y pliegos para el almirante William Sidney Smith que mandaba la armada inglesa en mares del sur y desconocía que la Junta estaba en conversaciones de paz con los ingleses. Esas conversaciones las habían abierto los generales Jácome y Apodaca por mandato de la misma.
Francia, que pretendía ganarse la fidelidad de los territorios españoles de ultramar, comisionó al Marqués de Sassenay, que durante su estancia en EE. UU. ya había efectuado dos viajes particulares al Río de la Plata. Fue el propio Napoleón quien ordenó su misión. El Barón de Sassenai partió a América a bordo del brick francés Consolador, mandado por el teniente de Navío Mr. Dauriau, con los siguientes documentos para presentar a las autoridades de los Virreinatos de Lima y Plata: el pasaporte de Napoleón a dicho emisario; las renuncias del Rey Fernando en su padre, de Carlos IV y sus hijos en favor de Napoleón (impresas en Francia y autorizadas por el ministro de Relaciones Extranjeras); los Oficios de este Ministro -algunos sin firmar- manifestando la elección que había hecho el Emperador en su hermano José para soberano de España; una notificación de que las Cortes reunidas en Bayona tenían por objeto exigir el consentimiento de la Nación para este cambio de monarquía; varios pliegos sellados y cerrados de las Secretarías de España para los Gobernadores de los Virreinatos de Buenos Aires y Lima, para algunos de México, Santa Fe y de las islas Filipinas; una carta reservada del ministro de Hacienda; dos órdenes de las Secretarías de Hacienda y Guerra y una Real Provisión del Consejo de Castilla en la que se participaba la nulidad de la renuncia de Carlos IV y la voluntad de su hijo Fernando de que su padre volviera a ocupar el trono.
Sassenay llegó a Buenos Aires el día 17 de agosto, procedente de Montevideo donde se entrevistó con Elío. El enviado francés llegó a la capital del Plata seis días antes que Goyeneche, lo que imposibilitó que las autoridades rioplatenses estuvieran prevenidas y apresaran cualquier barco francés, según las órdenes que traía de la Junta. Por este motivo Liniers recibió a Sassenay ante la Junta de los Magistrados y del Cuerpo Municipal, que a la vista de su misión, acordaron su expulsión a Europa y la inmediata proclamación de Fernando VII, que se verificó el 21 de agosto.
Goyeneche, dando cuenta de estos hechos al Virrey del Perú, en carta fechada el 27 de agosto, escribía que Sassenay llevaba «documentos ordenando se reconociera a un llamado José primero, apoyando tan inaudita misión con las órdenes nulas y violentas de algún español que firmaba» (en referencia a José Miguel Aranza).
En dicha carta, dirigida al Virrey Abascal, Goyeneche daba instrucciones muy precisas para rechazar en el Perú las pretensiones de Napoleón:

Despreciará cualesquiera orden, sea de quien fuere, con tal que aparezca el nombre pérfido de Napoleón, y V.E. podrá determinar el hacer jurar y proclamar a nuestro ilustre Fernando Séptimo, sin pérdida de minutos, pues aunque yo procuraré aligerar en todo cuanto sea posible la distancia que hoy nos separa, con sentimiento de no hallarme en día de tanta gloria, a mi llegada recogeré los informes y renovaré la alegría e iguales sentimientos de que soy testigo en esta capital. El emperador de los franceses y su gobierno es nuestro enemigo abierto, y todo súbdito de él que aparezca por mar y tierra en ese Virreinato, es prisionero.

### Otra versión de los hechos
Según Ramón Muñoz en su obra La guerra de los 15 años en el Alto Perú, en 1808, Goyeneche se encontraba de servicio en Madrid, acató el reinado de José Bonaparte y se acercó al general francés Joaquín Murat. Murat comisionó entonces a Goyeneche ante los gobiernos y pueblos de América del Sur para que lograse su sometimiento a la nueva dinastía, expidiéndole las correspondientes credenciales, en un intento de ganar para Francia la lealtad de los territorios de ultramar.
El 27 de mayo de 1808, cuando Goyeneche se encontraba listo para salir hacia América desde Cádiz, se produce en Sevilla un levantamiento contra los franceses formándose la Junta Suprema de Sevilla. Este se trasladó entonces a Sevilla donde se puso a las órdenes de la Junta, en la que uno de los vocales era amigo cercano de un tío suyo.
La Junta de Sevilla lo nombró su comisionado como representante plenipotenciario del Gobierno legítimo de España en América, ascendiéndolo al rango de brigadier con instrucciones de asegurar la proclamación del rey Fernando VII en el del Río de la Plata y en el Virreinato del Perú, el reconocimiento de las pretensiones de la Junta de Sevilla de gobernar en el nombre del monarca, para lo que carecía de todo título y derecho, llevar la noticia del alzamiento generalizado contra los franceses y a pedir ayuda al Río de la Plata y al Perú.
Los alcances de su mandato eran tales que estaba facultado, aunque no por derecho por pretensión de sus mandantes, a destituir y encarcelar a cualquier funcionario que manifestara cualquier oposición a Fernando VII como legítimo rey de España, sin importar que esos funcionarios tuvieran mando emanado del rey Carlos IV (padre de Fernando VII), como el caso de los virreyes.
Con sus dos pliegos, Goyeneche volvió a Cádiz y se embarcó finalmente en compañía del emisario francés de Murat.

## En el Río de la Plata
El Nuestra Señora del Carmen llegó a las islas Canarias el día 3 de julio y José Manuel de Goyeneche proclamó a Fernando VII como rey legítimo. El 19 de agosto llegó a Montevideo (actual Uruguay) donde también, como en las Canarias, proclamó a Fernando VII como legítimo, seguidamente, el 23 de agosto llegó a Buenos Aires donde entregó, en el Palacio de la Real Fortaleza, a las autoridades del virreinato del Río de la Plata las acreditaciones de la Junta de Sevilla y los documentos que esta le había confiado, les informó, así mismo, de la declaración de guerra a Francia y la firma de la paz con Inglaterra. El 22 de septiembre sale hacía Lima para hacer lo propio en el virreinato del Perú.

### Las pretensiones de la Infanta Carlota

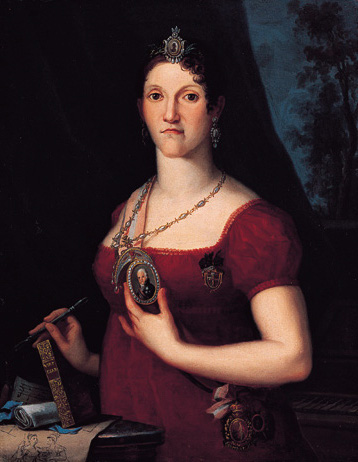
Carlota Joaquina Teresa de Borbón (Palacio Nacional de Ajuda, Lisboa).

La hermana mayor de Fernando VII, la Infanta Carlota Joaquina de Borbón, reina regente de Portugal en el Brasil, pretendía la regencia de aquellas provincias españolas durante el cautiverio en Francia de sus padres y hermano mayor. El emisario Diego Paroissien, por orden de Saturnino Rodríguez Peña, realizó diferentes gestiones en el virreinato de la Plata y de Lima para conseguir sus propósitos. Con este propósito entregó 5 documentos firmados por la infanta a diversas personalidades, entre los que se encontraba Goyeneche a quien también entregó una carta personal de la propia Infanta. El 11 de septiembre de 1808 Goyeneche remitía a la Junta de Sevilla los documentos que el emisario de la Infanta Carlota le había hecho llegar a él y respondía a la Infanta que se respetaban sus derechos como miembro de la familia real española, pero que en aquellos países no se reconocía otra soberanía que la de Fernando VII y la de la Metrópoli, y que las órdenes de ésta eran las que tenían que obedecer.
Goyeneche tenía también la comisión de la Junta de restablecer la buena armonía con la Corte del Brasil informándola de la conveniencia de la unión de los dos reinos contra Napoleón. En cumplimiento de estas órdenes envió, de acuerdo con el virrey Santiago de Liniers, a Río de Janeiro a dos personas de su confianza: Eugenio Cortés y Ambrosio Cerdán que deberían entregar a la Infanta una carta suya. En dicha carta Goyeneche dice, entre otras cosas:

... La Nación Española (...) me ha enviado a la América Meridional para informar a sus leales habitantes de la deliberación en que se halla de derramar toda su sangre antes de ceder a las pérfidas y aventuradas deliberaciones del Emperador de los Franceses en favor de su dinastía que quiere sustituya a la que juramos obediencia y fidelidad en la sagrada persona del Ilustre Fernando Séptimo que se halla con toda la Real Familia sojuzgado en Francia (...) que las Cortes se cercioren que nuestro sentimiento es uno solo e invariable y que sea cual fuere la suerte de nuestra Metrópoli, jamás las águilas francesas se desplegarán en estos países. Esta resolución debe fijar las altas miras de V.A. y aprovechando de la misión que pasa a comunicar a S.A. el Príncipe Regente que sus estados de Europa han formado causa común con nosotros y que la armonía, paz y buena inteligencia debe unir a ambos países.

La contestación a la Infanta se realizó mediante estos mismos dos enviados, que habían llegado a Brasil el 7 de octubre e introducidos en la Corte por el Almirante Sydney,
El 24 de febrero de 1809 Goyeneche informa, desde Lima, a la Junta de Sevilla sobre la postura de la Corte de Brasil. En su carta dice:

Todos estamos uniformes en la idea de las miras ambiciosas y sin apoyo de aquel gobierno que sólo lo ha hallado en Don Francisco Elío, interino gobernador de Montevideo cuya escandalosa insubordinación y poco pudor en levantar calumnias ha sido alimentado por el ministro Coutinho, causando perjuicios graves que han afligido el ánimo de aquel recomendable y leal vasallo de S.M. cual es el Virrey de Buenos Aires

La Infanta Carlota, enterada de las acciones de Goyeneche dirige una carta al virrey Liniers encargándole la recuperación de dos cartas suyas en las que valoraba positivamente la conducta de los emisarios de Goyeneche:

Al instante de recibir ésta mi carta llamarás a tu presencia a D. Eugenio Cortés, Alférez de Navío, y a D. Ambrosio Cerdán, Alférez de Fragata de la Real Armada de S.M.C. y exigirás de su poder dos cartas escritas de mi mano, la una recomendándole al Brigadier Goyeneche y la otra acreditando su conducta de un modo muy superior a la que han observado desde que partieron de esta Corte y no es regular que mis palabras acrediten lo que no confirmen sus obras, por lo que espero que, recibidas en tu poder dichas cartas, fechas 17 y 18 de octubre pasado, me las remitas en primera ocasión.

### Otra versión de los hechos
Según Ramón Muñoz en su obra La guerra de los 15 años en el Alto Perú, Goyeneche estuvo en Río de Janeiro en agosto de 1808 año y se entrevistó con la infanta Carlota Joaquina de Borbón, hermana de Fernando VII y reina regente de Portugal en el Brasil. Carlota le dio a Goyeneche cartas con sus pretensiones, dirigidas a las autoridades coloniales que  iba a visitar. El oficio principal de Carlota afirmaba entre otras cosas:

Hago saber á los leales y fieles vasallos del Rey catolico de las Españas é Indias, (...) Estando de esta suerte mis muy amados Padres, hermanos y demas individuos de mi real familia de España privados de su natural libertad sin poder ejercer su autoridad ni menos atender á la defensa y conservacion de sus derechos (...) por tanto considerándome suficientemente autorizada y obligada á ejercer las veces de mi augusto Padre y real familia de España como la mas procsima representante suya en este continente de América para con sus fíeles y amados vasallos, me ha parecido conveniente y oportuno dirijiros este mi manifiesto por el cual declaro nula la abdicacion ó renuncia que mi Señor Padre el Rey Don Carlos IV y demas individuos de mi real familia de España tienen hecha en favor del Emperador ó Jefe de los franceces; á cuya declaracion deben adherir todos los fíeles y leales vasallos de mi augusto Padre, en cuanto no se hallen libres é independientes los representantes de mi real familia (...) Igualmente os ruego y encargo con el mayor encarecimiento que prosigais como hasta aquí en la recta administración de justicia con arreglo á las leyes, las que cuidareis y celareis se mantengan ilesas y en su vigor y observancia, cuidando muí particularmente de la tranquilidad pública y defensa de estos dominios, hasta que mi amado primo el infante D. Pedro Carlos ú otra persona llegue entre vosotros para arreglar los asuntos del gobierno de estos dominios durante la desgraciada situacion de mis mui amados Padres, hermanos y tio, sin que mis nuevas providencias alteren en lo mas mínimo lo dispuesto y prevenido por mis augustos antecesores.
Carta de Carlota Joaquina de Borbón, 19 de agosto de 1808

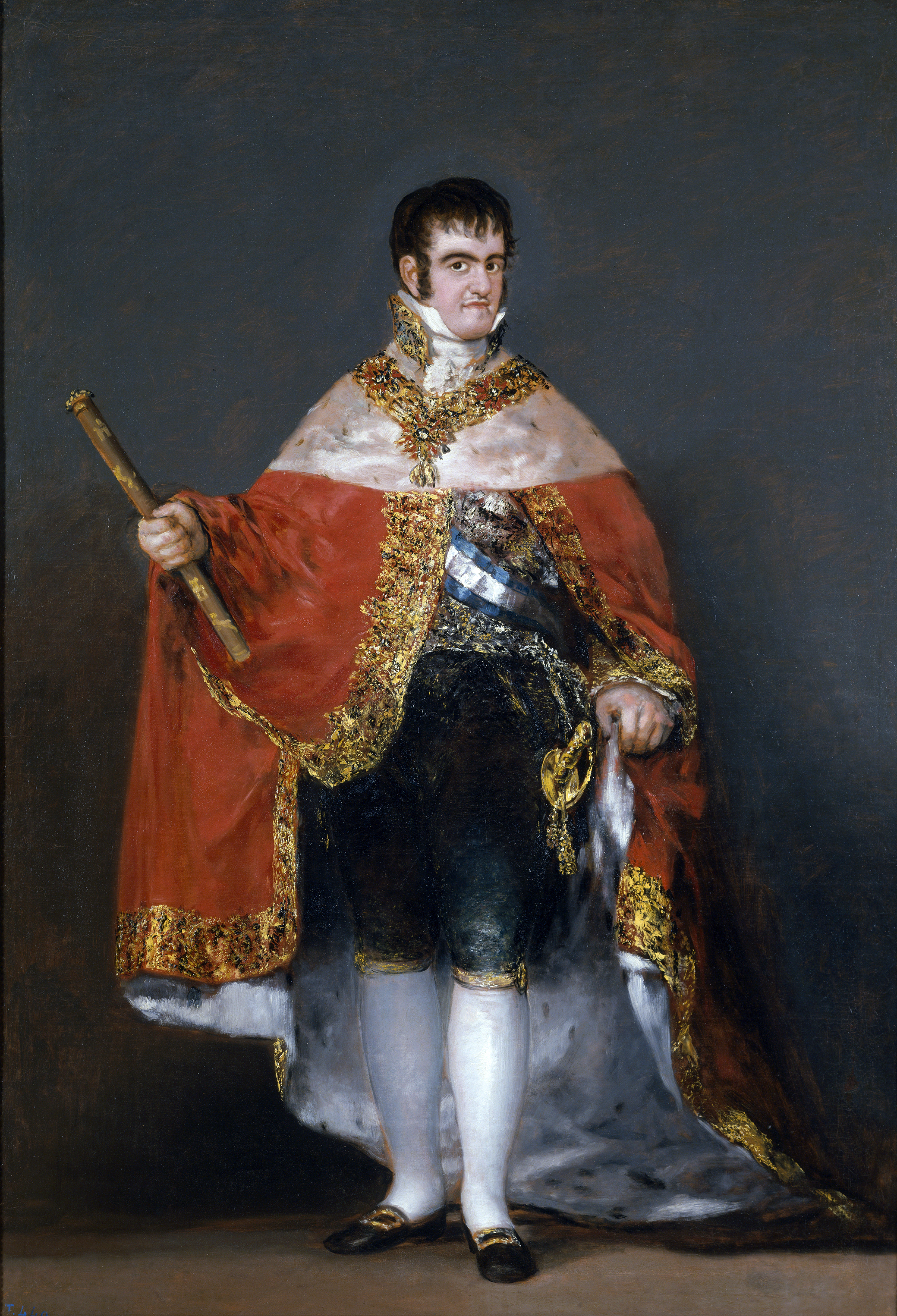
Retrato de Fernando VII (1815), por Goya (Museo del Prado).

Goyeneche, según Muñoz, aceptó el encargo comprometiéndose solamente a actuar de mensajero. En una carta confidencial que Carlota escribió a su secretario privado José Presas afirma:

Presas, las cartas las quiero yo todas mañana para despachar a Cortés (el teniente Cortés (chileno), entonces al servicio de la marina real, se pasó más tarde al ejército independentista, ayudó a la independencia de su Chile y ascendió al rango de general de todos los ejércitos de Chile) y a Cerdán, después de mañana, así como las dos cartas para ellos y también la de Abascal, para que ellos las lleven: la de Goyeneche que vaya bien tocadita, y al mismo tiempo agradecida para el buen éxito de nuestro negocio.
José Presas. Memorias secretas de la infanta Carlota, en Biblioteca de Mayo, página 797.

### La llegada al Río de la Plata
Desde la llegada al Río de la Plata de las primeras noticias acerca de los sucesos en España, el gobernador de Montevideo, Francisco Javier de Elío, había agudizado el conflicto que mantenía con su superior, el virrey Liniers. El alcalde de primer voto del Cabildo de Buenos Aires Martín de Álzaga, viajó a Montevideo promoviendo la formación de una junta como primer paso para la creación de una Junta Suprema y la convocatoria a un congreso en Buenos Aires.
La llegada de un emisario de Bonaparte exacerbó el conflicto, poniéndose Elío en franca rebeldía y llegando a llamar traidor a Liniers. No obstante, el 21 de agosto se juró finalmente en Buenos Aires a Fernando VII, y el 2 de septiembre de 1808 se decretó por bando en Buenos Aires la guerra a Francia.

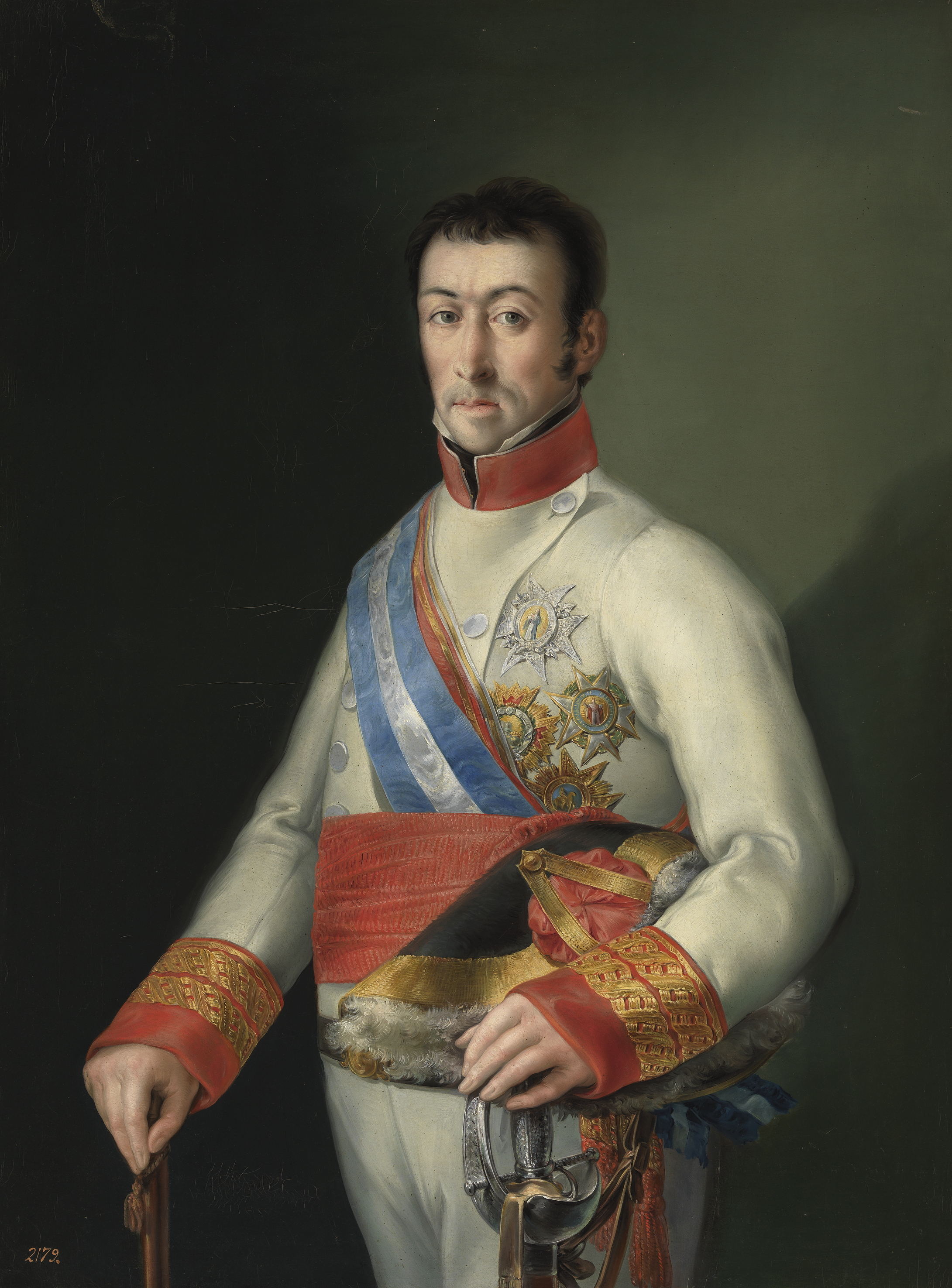
General Francisco Javier de Elío (c. 1815). Atribuido a Miguel Parra. (Museo del Prado).

Según el político y revolucionario argentino Manuel Moreno, Goyeneche llegó a Montevideo con los tres pliegos para sendas misiones reservadas. Se acreditó allí ante Francisco Javier de Elío como representante de la Junta de Sevilla, alentándolo en su propósito de independizarse de Buenos Aires y no reconocer la autoridad del virrey Liniers por ser de origen francés: «Cuando llegó a Montevideo aplaudió el celo del gobernador Elío y sus vecinos en haber formado una junta y manifestó que su venida se dirigía a promover el establecimiento de otras en las ciudades de aquel reino». Tras esto, Goyeneche pasó a Buenos Aires.
El 21 de septiembre de 1808 se produjo así el primer movimiento juntista en el Virreinato. En Montevideo un cabildo abierto formó una Junta y nombró al gobernador Elío como su presidente.
En Buenos Aires se presentó al Virrey Santiago de Liniers (de origen francés) del que pensaba guardaría fidelidad al rey intruso José I a causa de un escrito reservado que le fue entregado en fecha 23 de junio de 1808 por los Vocales Apoderados de la Junta Suprema de Sevilla Andrés Miñano y Eusebio Antonio Herrera en el que le informaban de que «el Emperador de los Franceses había acordado seducir la fidelidad del Virrey» autorizando a Goyeneche si fuera necesario, previa consulta con las autoridades locales, para «apoderarse, si las circunstancias lo exigiesen, de la persona del Virrey, entregando el mando de las tropas al oficial que considerase más digno...». Esta predisposición contra el Virrey aumentó con las desfavorables referencias que de él le transmitió Elío en Montevideo. Sin embargo, tras conferenciar con Liniers y con el resto de las autoridades locales, resolvió aprobar la lealtad del Virrey, según consta en comunicación enviada a la Junta el 14 de septiembre de 1808.
Al asumir Goyeneche la defensa del Virrey Liniers, Elío tomó también a Goyeneche como objeto de sus ataques ordenando a Joaquín de Molina que dirigiera un escrito a la Junta de Sevilla en el que, sin acompañar prueba alguna, acusó a Goyeneche de connivencia con Murat y con la Infanta Carlota Joaquina. Elío, a su vez, por un lado dio publicidad a este escrito para minar dentro del Virreinato la autoridad de Liniers y de Goyeneche y, a su vez, dirigió otro escrito a la Junta con fecha 7 de septiembre de 1808 en el que manifestaba que «pensaba que Goyeneche, por lo menos, suspendería del mando a Liniers, pero lejos de haber tomado las providencias que todos deseaban, me escribe declarando estar muy satisfecho de la conducta del Virrey». Sin embargo, la Junta Suprema declaró estar enterada y complacida de la actuación de Goyeneche, nombrándole al terminar su misión Presidente de la Audiencia del Cuzco y General en Jefe de sus tropas.

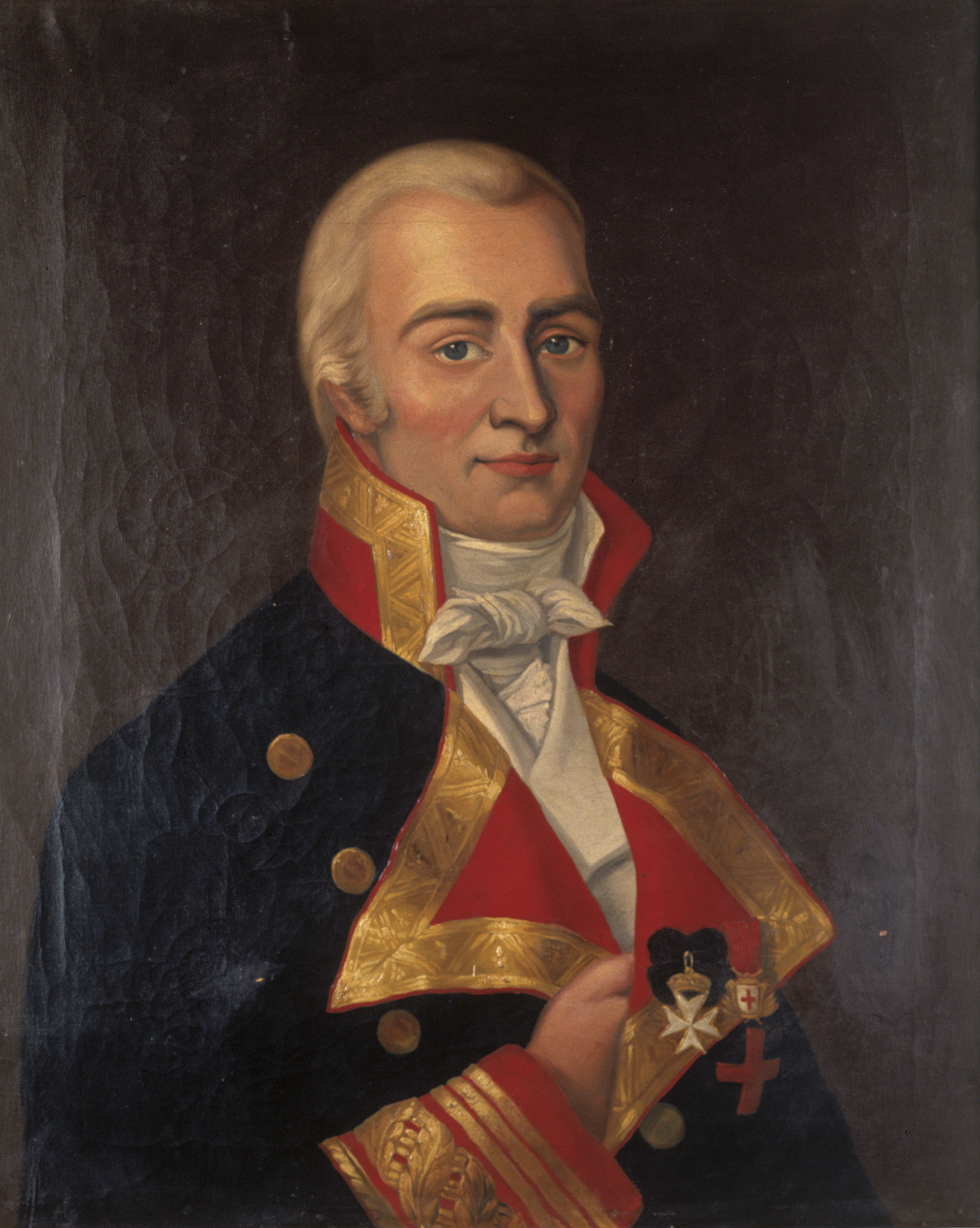
Retrato anónimo de Santiago de Liniers (Museo Naval de Madrid).

Ramón Muñoz, en su obra La guerra de los 15 años en el Alto Perú acusó a Goyeneche de proponerse hacer uso de las instrucciones de Murat. Al comprobar la lealtad del virrey a Fernando VII, se proclamó realista.
Buena parte de la población, al recibir noticias de que en España subsistía un gobierno, lo hizo propio más allá de su ilegitimidad (en ese momento ni siquiera se habían organizado las diferentes juntas bajo un mando único. La de Sevilla era una más aunque se arrogase la autoridad sobre las Indias. De hecho, la Junta de Galicia envió a Pascual Ruiz Huidobro como Virrey al Río de la Plata, solo que al tomar conocimiento de la realidad en el Plata optó por no intentar reivindicar sus supuestos derechos reconociendo la endeble autoridad de que emanaban).
Con el objeto de asegurar los fondos necesarios para proseguir su misión, Goyeneche no dudo en condenar a Elío: «Trasladado a Buenos Aires fue diferente su lenguaje, y unido con Liniers y los oidores, de quienes esperaba caudales y créditos para proseguir su misión a Lima blasfemó de la conducta del jefe de Montevideo y lo caracterizó refractario.» Tuvo sin embargo tratos con Álzaga, a quien dejó entrever que el gobierno peninsular vería con agrado que se depusiera a todo gobierno americano sobre cuya lealtad pudiera haber dudas: «No por eso dejó de insinuarse privadamente con los individuos del Cabildo que ya se hallaban sumamente alarmados con los manejos de Liniers, que sería acertado y muy conformes a las ideas de la metrópoli se separasen en América los mandatarios sospechosos y se erigiesen unos gobiernos populares que vigilasen sobre la seguridad pública.» Estas manifestaciones dieron respaldo a Álzaga para seguir adelante con su plan, que desembocaría en la abortada revolución del 1 de enero del año siguiente. Goyeneche siguió hacia el Alto Perú, camino de Lima.
Algunos historiadores afirman que su actuación en la ciudad de Charcas o Chuqisaca, representando al carlotismo, provocó su expulsión y el inicio de la Revolución de Chuquisaca[cita requerida], aunque los datos y documentos custodiados en el Archivo Histórico Nacional y Archivo General de Indias avalen lo contrario.
La relación de Goyeneche con los diferentes "poderes" del momento en España le dio pie a Gregorio Funes a decir en su Ensayo histórico de la revolución de América:

Fue bonapartista en Madrid, federalista en Sevilla, en Montevideo aristócrata, en Buenos Aires realista puro y en el Perú tirano.

## Revolución de Chuquisaca
En Chuquisaca los oidores de la Real Audiencia de Charcas, todos españoles enfrentados a la presidencia, que recae en Ramón García de León y Pizarro, en exceso apaciguador, se reunieron los días 18 y el 23 de septiembre, y se manifestaron en desacuerdo con el reconocimiento de Goyeneche como legítimo comisionado de la Junta Suprema Central. Venía de Buenos Aires, sospechosos de pretender la entrega de Chuquisaca a la infanta Carlota Joaquina de Borbón, hermana de Fernando VII, o peor, a José I Bonaparte. Además, el oidor regente Antonio Boeto se opuso a la misma comisión «habiendo otras juntas provinciales independientes de la de Sevilla».
El día 24 de septiembre, el arzobispo de Charcas, Moxó, se posicionó por el reconocimiento de la Junta Suprema Central, y acusado ante ella misma de exceso de celo por intimar al clero con pena de excomunión en caso de desconocer la legitimidad de Goyeneche. El día anterior se había realizado la reunión para un Real Acuerdo en el que se trazaba una línea entre los oidores de la Audiencia por un lado y el presidente Ramón García de León y Pizarro y el arzobispo Moxó por otro, en torno a la comisión Goyeneche.
El 11 de noviembre Goyeneche arribó por fin a Chuquisaca. Aunque a principios de noviembre Goyeneche, quien tenía potestad de la Junta Central para destituir a todos los oidores, fue recibido por la Audiencia, y esta no mantuvo su postura que también desafiaba la autoridad del Virrey de Buenos Aires, su oidor regente Antonio Boeto, intimado por Goyeneche, creó cierto revuelo que se concretó en una manifestación pública. Boeto falleció producto de la acalorada discusión. Como señala Manuel Moreno en su obra Vida y memorias de Mariano Moreno: 

La Junta de Sevilla fue reconocida no solo sin contradicción, pero aún con alegría, y en todo el virreynato sólo un anciano y respetable magistrado, el Regente de Charcas, se atrevió a censurar la ligereza e impropiedad de este paso: su singular firmeza le costó muy cara pues murió de sofocación por los insultos que Goyeneche le hizo al pasar por esa ciudad.

Según Ramón Muñoz, Goyeneche entregó los documentos que le había encargado la Infanta Carlota al presidente Pizarro, quien los derivó a la Universidad Mayor Real y Pontificia San Francisco Xavier de Chuquisaca para que un Claustro de Doctores diese su parecer. Sin embargo, en el Acta de 12 de enero de 1809 levantada al efecto y que se conserva en el Archivo de Indias consta que dichos pliegos fueron dirigidos, en sobre escrito en portugués, por el ministro de Estado del Regente de Portugal, Sousa Coutinho, en nombre de la Infanta Carlota. El Claustro, siguiendo la posición de su síndico, el Dr. Manuel de Zudáñez, no sólo rechazó los términos de la orden de la hermana de Fernando VII, sino que calificó, en sus acuerdos, de subversiva la comunicación de la Infanta: en efecto, habiéndose jurado a Fernando VII como rey de España y de las Indias, desconocer ese derecho y afirmar que su padre había sido obligado a ceder la corona a Fernando por una sublevación en Aranjuez, provocada con ese fin, podía ser interpretado como una propuesta de traición.

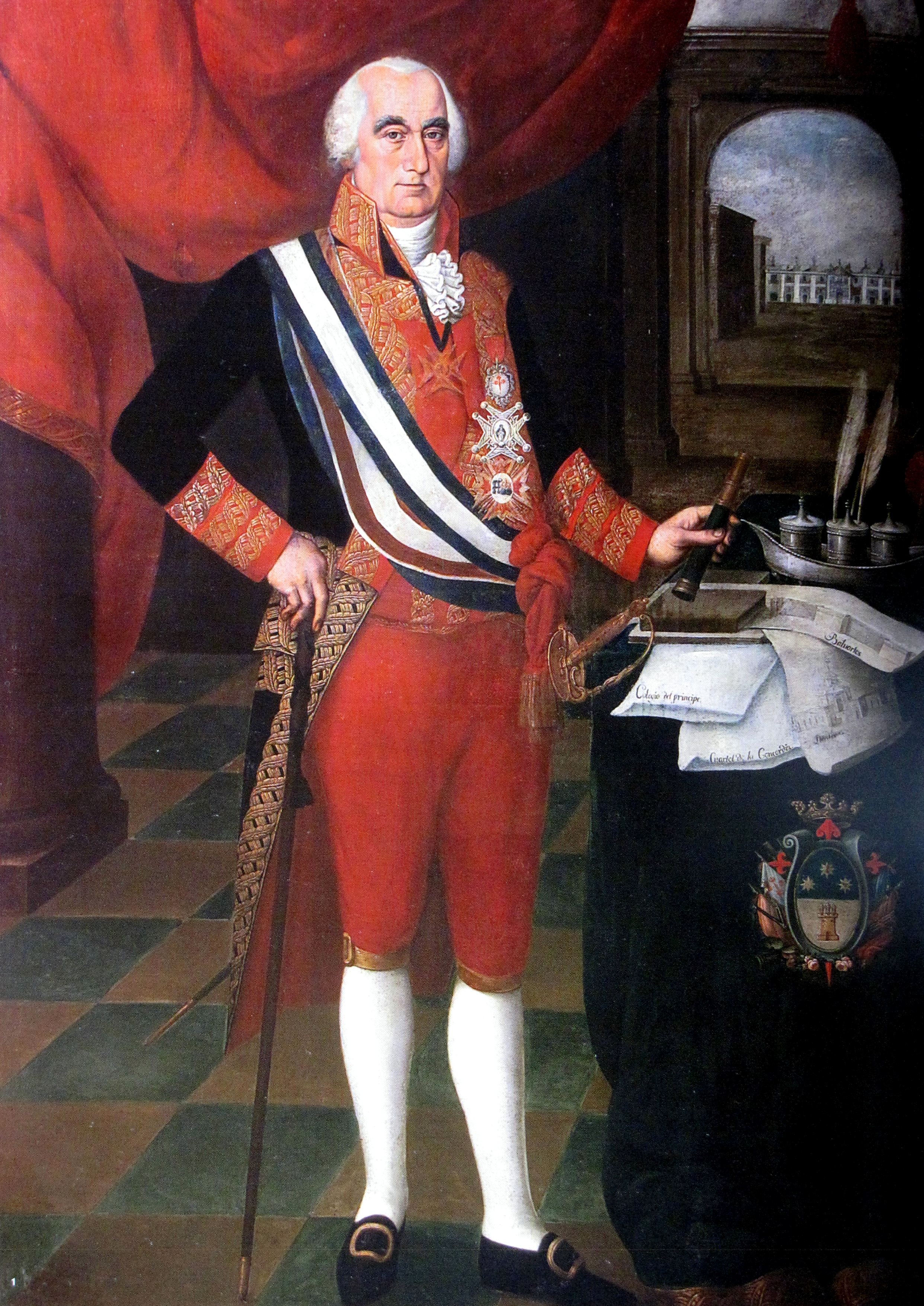
José Fernando de Abascal.

Las diligencias de Goyeneche fueron cortas, habiendo el presidente Ramón García de León y Pizarro reconocido la autoridad de la Junta Central y despachadas las comunicaciones de la infanta Carlota, por lo que el plenipotenciario siguió camino de Lima, en donde el virrey del Perú, José Fernando de Abascal, lo confirmó en el rango de brigadier y le concedió la presidencia provisoria de la Real Audiencia del Cuzco, donde desde 1807 se desempeñaba su hermano Pedro Mariano como oidor. Permaneció en el cargo hasta 1814, oportunidad en que se produjo su traslado como oidor a la Real Audiencia de Lima.
No obstante, la situación en Chuquisaca se agravó y el 25 de mayo de 1809 los oidores de Audiencia de Charcas, movidos por su rencor, depusieron al presidente, alegando sospechas de connivencia con los portugueses, y mandaron comisionados a diversas ciudades de la audiencia. Únicamente en La Paz se produjo una sublevación el 16 de julio para constituir su propia junta de gobierno con el nombre de Junta Tuitiva. Ambas proclamaron salvaguardar los derechos del prisionero Fernando VII.
El virrey de Buenos Aires, Baltasar Hidalgo de Cisneros, tomó medidas inmediatas y mandó ayuda al mando de Vicente Nieto. Sin embargo, el gobernador de Potosí Francisco de Paula Sanz pidió auxilios al virrey del Perú. Abascal envió la ayuda, de la misma forma que se mandaron los socorros peruanos ante la Invasiones Inglesas del Río de la Plata. Además ya había una historia de intervención desde muchas décadas antes en los levantamientos de Túpac Amaru y Tupac Catarí en razón de la unidad social con el Alto Perú. Abascal se resolvió a no esperar más, y de inmediato dio las órdenes para el levantamiento de una fuerza que impusiera el orden. A ese efecto, nombró al presidente de la Real Audiencia del Cuzco, José Manuel de Goyeneche, como comandante en jefe del ejército pacificador. De otro lado, Cisneros, el 21 de septiembre formalizó la actividad de los auxilios peruanos en el virreinato español del Río de la Plata.

### Represión y pacificación de Chuquisaca y La Paz

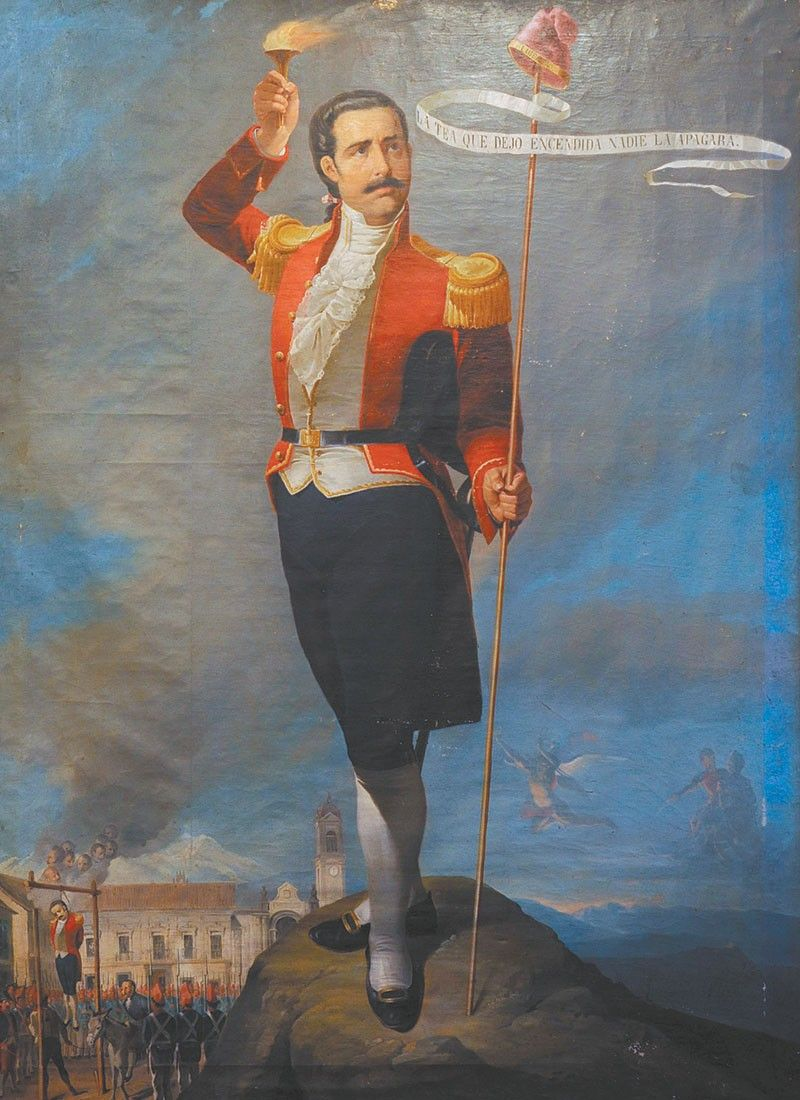
Ejecución de Murillo.

Goyeneche se puso inmediatamente en marcha para el río Desaguadero, línea divisoria de ambos virreinatos españoles. Las tropas que Goyeneche traía para combatir la insurrección de la Paz consistían de 5000 hombres que, aunque bien armados y municionados, eran milicianos de Cuzco, Arequipa y Puno, bisoños sin combate alguno, en tanto que los revolucionarios contaban con 800 fusiles y 11 piezas de artillería, todo en muy mal estado. De tal manera que la nobleza arequipeña y cuzqueña encabezaba una tropa realista integrada exclusivamente por castas de indígenas peruanos.
Goyeneche estuvo hasta mediados de octubre entrenando y formando a su ejército de milicianos. Estableció el campamento general en el Distrito de Zepita, de donde se movió el día 13 del mismo mes con dirección a La Paz. Cuando la vanguardia de Goyeneche, bajo las órdenes del coronel Piérola, con cien hombres y dos piezas de artillería llegó al puente del Desaguadero, este ya estaba ocupado por una pequeña fuerza de los revolucionarios de La Paz que, inexpertos y mal armados, no pudieron resistir a la artillería enemiga y se replegaron a La Paz, abandonando el punto.
La revuelta de La Paz, a diferencia del golpe jurídico de Chuquisaca, fue más violenta y la aproximación de las tropas de Goyeneche hizo que la Junta Tuitiva de La Paz se disolviera, trasladando el mando político y militar a su Presidente Pedro Domingo Murillo. El 18 de octubre, Pedro Indaburu, segundo de Murillo, llegó a un acuerdo con un emisario de Goyeneche, renunciando al movimiento insurrecto y retornando a la monarquía, por lo que fue apresado y muerto al día siguiente. Goyeneche avanzó y atacó a las desorganizadas fuerzas de Murillo derrotándolas el día 25 de octubre en los Altos de Chacaltaya (actual El Alto), en la batalla de Chacaltaya. Tras esa victoria, envió a su primo el coronel Domingo Tristán a someter a los rebeldes refugiados en la región de los Yungas, lo que llevó a cabo en Chicaloma, Irupana y Chulumani.
Goyeneche reprimió el movimiento de La Paz e inició rápidamente juicios contra los partícipes de la insurrección, siendo condenados ocho a pena de muerte, y los otros, quince en total, encarcelados en los presidios de Boca Chica (Cartagena de Indias), Islas Malvinas, Filipinas y el Morro en La Habana. El 29 de enero de 1810 fueron ejecutados entre los ocho mencionados: Murillo, Mariano Graneros, Juan Bautista Sagárnaga y García Lanza. Muchos rebeldes se salvaron de la ejecución «comprando unos y otros la gracia de la vida con donaciones de considerables sumas en alhajas y en dinero».
Algunos autores, como Matheu, afirman que la lentitud en las decisiones del virrey Baltasar Hidalgo de Cisneros en la toma de decisiones fue la causa por la que Goyeneche tomó la iniciativa en la represión del alzamiento de La Paz. Matheu afirma en su obra Autobiografía que 

No fue mala la disposición tomada por Cisneros ni la elección de Vicente Nieto, a fin de apaciguar las innovaciones de La Paz, Alto Perú, mala fue la calma de Cisneros, que nombrado a fines de febrero recién a principio de julio llegó a Montevideo y perdió todo el mes en esa ciudad y la Colonia a cautelas, asi que lo mandó tarde, cuando el travieso Goyeneche se había adelantado explotando, como aventurero los miedos de Abascal que echó mano de él, quien ensangrentó farsaica (sic) y brutalmente sin título para entrometerse en una jurisdicción y dominio del todo separados, su propio país o patria, si la tienen bribones sin el decoro siquiera aparente, como él dejó ver en Madrid, Sevilla, Montevideo, Buenos Aires, por todo donde había aparecido haciendo roncha.

Como fuera, las acciones de Goyeneche fueron rápidamente conocidas entre quienes apoyaban la instalación de juntas de gobierno autónomas en las diversas gobernaciones sudamericanas. Así en el Catecismo Político Christiano, el primer documento del movimiento juntista chileno, que circuló en Santiago poco antes del cabildo abierto de septiembre de 1810, lo señalaba en estos términos:

"Goyeneche, digno Diputado de Murat, traidor infame a vuestra patria, vil executor de las tiranías; huid para siempre de esta tierra que habeis manchado con la sangre de vuestros compatriotas, o temblad de vuestra suerte y destino. Infame destructor de los primeros esfuerzos del Patriotismo y de la livertad, recivid las maldiciones y la execracion de todos vuestros conciudadanos.".
Catecismo Político Christiano (bajó el pseudónimo José Amor de la Patria)

## La guerra en el Alto Perú
Al llegar la noticia de la Revolución de Mayo, el 13 de julio de 1810 Abascal anunció que reincorporaba provisionalmente el Alto Perú al virreinato del Perú. Aclarando el virrey en el decreto de anexión que lo hacía: «hasta que se restablezca en su legítimo mando el Excmo. Señor Virey de Buenos-Ayres, y demás autoridades legalmente constituidas», pues solo la autoridad real podía desmembrar el territorio definitivamente del virreinato de Buenos Aires. El mismo 13 de julio de 1810 creó el Ejército del Alto Perú poniendo al mando al general Goyeneche. Éste organizó nuevas fuerzas, pero no avanzó hacia el sur hasta después de la batalla de Suipacha, que dejó toda la región bajo el poder de los revolucionarios. En mayo de 1811 firmó con el jefe político del ejército independentista Juan José Castelli un armisticio que probablemente ninguno de los dos pensaba cumplir. Castelli desplazó parte de sus tropas con el posible objetivo de rodear a las fuerzas de Goyeneche, pero Goyeneche aprovechó mejor el tiempo, cruzó el Río Desaguadero y atacó primero. La batalla de Huaqui, del 19 de junio de 1811, fue una amplia victoria de Goyeneche.
En pocas semanas ocupó todas las provincias del Alto Perú, incluyendo las ciudades de La Paz, Cochabamba, Chuquisaca y Potosí, recuperando el dominio español de todo aquel vasto territorio.
Su victoria en la célebre y decisiva batalla de Guaqui (o del Desaguadero) le valió la concesión del título de Conde de Guaqui, al que después se le concedería la Grandeza de España de Primera clase. El título fue otorgado por el Rey Fernando VII el 1 de agosto de 1815 accediendo a la solicitud que presentaron algunas de las principales ciudades de los Virreinatos del Plata y Perú (Potosí, Cochabamba, La Plata, Moquegua, Arequipa, etc.), según consta en la Real Orden de concesión:

... en atención al mérito nobleza y circunstancias del Teniente General de mis Reales Exércitos Don Josef Manuel de Goyeneche, a los grandes servicios que me ha hecho en dicha América durante mi cautiverio y particularmente al que contraxo en la batalla que en los campos de Guaqui dio al exército insurgente de Buenos Ayres, del que resultó la conservación del Virreynato del Perú, y de toda aquella parte de América

El título debía ser precedido de un Vizcondado previo que, de los propuestos en la solicitud de las ciudades, Goyeneche eligió el de "Vizconde del Alto Perú".
Antes de que diera comienzo la invasión a la provincia de Salta, en el norte de la actual Argentina, la rebelión de Cochabamba ocupó a los realistas casi un año en su pacificación. Tras vencer la resistencia de los rebeldes cochabambinos —donde la tradición destaca la actuación de sus mujeres— autorizó el saqueo por las tropas, ocupó la ciudad y reprimió con severidad a los jefes rebeldes: el gobernador Mariano Antezana y otros 7 oficiales fueron ajusticiados, y sus cabezas puestas en exhibición en la ciudad y los caminos vecinos. Una novela del año 1884, Juan de la Rosa, de Nataniel Aguirre, ha popularizado la idea de que se habría producido terribles excesos por parte de las tropas de Goyeneche, incluyendo matanzas de mujeres y niños, aunque tales hechos no han sido comprobados históricamente.
En 1813, el general Pío Tristán, a órdenes de Goyeneche, persiguió al ejército rioplatense hasta el actual territorio argentino. Tristán, por iniciativa propia, atacó al Ejército del Norte argentino comandado por Manuel Belgrano sin comunicarlo a Goyeneche, siendo derrotado en la batalla de Tucumán. Unos meses más tarde, Tristán fue cercado y nuevamente derrotado en la batalla de Salta, cayendo prisionero todo su ejército. Ante la derrota de su subordinado, los ejércitos de Goyeneche quedaron desprotegidos, forzándole a replegarse hacia Oruro. Tiempo atrás Goyeneche había escrito al virrey Abascal manifestándole su deseo de abandonar el mando de las tropas para no hacerse responsable de la que sucediera si aquel continuaba enviándole tan pocos refuerzos. Tras las derrotas sufridas por Tristán, que Goyeneche consideraba consecuencia de lo anterior mientras que Abascal las atribuía a la imprevisión del general, presentó su dimisión como general en Jefe y fue sustituido por Joaquín de la Pezuela. Poco después regresó a la península. En opinión de algunos autores, Goyeneche se sintió lastimado en su amor propio de fundador del Ejército.

¿Qué podrá decir a V.E. un general nacido en el dichoso suelo de la América del Sur, que tiene la gloria de haber formado con los infelices labradores de las provincias del Cuzco, Arequipa y Puno un cuerpo respetable, que a través de más de veinte victorias en las que con sus jefes han marcado su lealtad con el costoso cuño de su propia sangre(etc.)
Carta de Goyeneche al Ministerio de Gracia y Justicia, Potosí a 2 de Enero de 1813.

Téngase en cuenta que en esta primera etapa de la guerra, el ejército realista se encontraba compuesto totalmente por americanos siendo que los primeros refuerzos europeos llegarían al Perú en abril de 1813.

## Regreso a España
A su regreso a España fue nombrado teniente general de los Reales Ejércitos, Vocal de la Junta de Guerra de Indias, Vocal del Consejo de Guerra y Presidente de la Junta de Arreglo de Comercio de Ultramar.
El Conde de Guaqui fue elegido también diputado a Cortes por Arequipa y senador del Reino por la provincia de Canarias. El Rey Fernando le nombró su Gentilhombre de Cámara con Ejercicio y Servidumbre, así como Caballero de la Orden Militar de Santiago. Ocupó igualmente los cargos de consejero honorario de Estado, senador vitalicio, prócer del Reino, regidor perpetuo de Cádiz, comisario regio del Banco Español de San Fernando, etc.
A lo largo de su vida fue condecorado, entre otras, con las Grandes Cruces de Isabel la Católica, Carlos III, San Hermenegildo, Laureada de San Fernando o la Cruz de Comendador de la Orden Pontificia de San Gregorio Magno.
Murió en Madrid el 10 de octubre de 1846. Sus restos están enterrados en su Panteón familiar del cementerio de San Isidro en la capital de España. Una calle en Madrid lleva su nombre.

## Ascensos de José Manuel Goyeneche
En el transcurso de su carrera militar José Manuel de Goyeneche y Barreda:
- Sentó plaza de cadete de menor edad en las Milicias Disciplinadas de Arequipa el 2 de marzo de 1783
- Teniente de menor edad del Regimiento de Milicias de Cumana el 12 de diciembre de 1783
- Teniente del Regimiento de Milicias de Cumaña el 2 de marzo de 1792
- Capitán del Regimiento de Granaderos del Estado el 8 de diciembre de 1795
- Coronel de Milicias Disciplinadas de Arequipa el 22 de julio de 1805
- Brigadier del Ejército el 24 de julio de 1808 (Capitán General del Ejército de la Provincia del Cuzco)
- (Coronel del Cuerpo de Arribeños de Buenos Aires el 15 de septiembre de 1808).
- Mariscal de Campo el 3 de diciembre de 1811
- Teniente General del Ejército el 3 de octubre de 1814[35]

## Ancestros
| \| \| \| \| \| \| \| \| \| \| \| \| \| \| \| \| \| \| \| \| 16. ? \| \| \| \| \| \| \| \| \| \| \| \| \| \| \| \| \| \| \| \| \| \| \| \| \| \| \| \| \| \| \| \| \| \| \| \| \| \| \| \| \| \| \| \| \| \| \| \| \| \| \| \| \| \| 8. Juan de Goyeneche \| \| \| \| \| \| \| \| \| \| \| \| \| \| \| \| \| \| \| \| \| \| \| \| \| \| \| \| \| \| \| \| \| \| \| \| \| \| \| \| \| \| \| \| \| \| \| \| \| \| \| \| \| \| 17. ? \| \| \| \| \| \| \| \| \| \| \| \| \| \| \| \| \| \| \| \| \| \| \| \| \| \| \| \| \| \| \| \| \| \| \| \| \| \| \| \| \| \| \| \| \| \| \| \| \| \| \| \| \| \| 4. Pedro de Goyeneche y Gragineta \| \| \| \| \| \| \| \| \| \| \| \| \| \| \| \| \| \| \| \| \| \| \| \| \| \| \| \| \| \| \| \| \| \| \| \| \| \| \| \| \| \| \| \| \| \| \| \| \| \| \| \| \| \| 18. ? \| \| \| \| \| \| \| \| \| \| \| \| \| \| \| \| \| \| \| \| \| \| \| \| \| \| \| \| \| \| \| \| \| \| \| \| \| \| \| \| \| \| \| \| \| \| \| \| \| \| \| \| \| \| 9. Graziana de Gragineta \| \| \| \| \| \| \| \| \| \| \| \| \| \| \| \| \| \| \| \| \| \| \| \| \| \| \| \| \| \| \| \| \| \| \| \| \| \| \| \| \| \| \| \| \| \| \| \| \| \| \| \| \| \| 19. ? \| \| \| \| \| \| \| \| \| \| \| \| \| \| \| \| \| \| \| \| \| \| \| \| \| \| \| \| \| \| \| \| \| \| \| \| \| \| \| \| \| \| \| \| \| \| \| \| \| \| \| \| \| \| 2. Juan Crisostomo de Goyeneche y Aguerrevere \| \| \| \| \| \| \| \| \| \| \| \| \| \| \| \| \| \| \| \| \| \| \| \| \| \| \| \| \| \| \| \| \| \| \| \| \| \| \| \| \| \| \| \| \| \| \| \| \| \| \| \| \| \| 20. ? \| \| \| \| \| \| \| \| \| \| \| \| \| \| \| \| \| \| \| \| \| \| \| \| \| \| \| \| \| \| \| \| \| \| \| \| \| \| \| \| \| \| \| \| \| \| \| \| \| \| \| \| \| \| 10. Juan de Aguerrevere \| \| \| \| \| \| \| \| \| \| \| \| \| \| \| \| \| \| \| \| \| \| \| \| \| \| \| \| \| \| \| \| \| \| \| \| \| \| \| \| \| \| \| \| \| \| \| \| \| \| \| \| \| \| 21. ? \| \| \| \| \| \| \| \| \| \| \| \| \| \| \| \| \| \| \| \| \| \| \| \| \| \| \| \| \| \| \| \| \| \| \| \| \| \| \| \| \| \| \| \| \| \| \| \| \| \| \| \| \| \| 5. María Bautista de Aguerrevere y Iturralde \| \| \| \| \| \| \| \| \| \| \| \| \| \| \| \| \| \| \| \| \| \| \| \| \| \| \| \| \| \| \| \| \| \| \| \| \| \| \| \| \| \| \| \| \| \| \| \| \| \| \| \| \| \| 22. ? \| \| \| \| \| \| \| \| \| \| \| \| \| \| \| \| \| \| \| \| \| \| \| \| \| \| \| \| \| \| \| \| \| \| \| \| \| \| \| \| \| \| \| \| \| \| \| \| \| \| \| \| \| \| 11. María de Iturralde \| \| \| \| \| \| \| \| \| \| \| \| \| \| \| \| \| \| \| \| \| \| \| \| \| \| \| \| \| \| \| \| \| \| \| \| \| \| \| \| \| \| \| \| \| \| \| \| \| \| \| \| \| \| 23. ? \| \| \| \| \| \| \| \| \| \| \| \| \| \| \| \| \| \| \| \| \| \| \| \| \| \| \| \| \| \| \| \| \| \| \| \| \| \| \| \| \| \| \| \| \| \| \| \| \| \| \| \| \| \| 1. José Manuel de Goyeneche y Barreda \| \| \| \| \| \| \| \| \| \| \| \| \| \| \| \| \| \| \| \| \| \| \| \| \| \| \| \| \| \| \| \| \| \| \| \| \| \| \| \| \| \| \| \| \| \| \| \| \| \| \| \| \| \| 24. Juan de la Barreda y Núñez \| \| \| \| \| \| \| \| \| \| \| \| \| \| \| \| \| \| \| \| \| \| \| \| \| \| \| \| \| \| \| \| \| \| \| \| \| \| \| \| \| \| \| \| \| \| \| \| \| \| \| \| \| \| 12. Juan de Barreda y Arévalo \| \| \| \| \| \| \| \| \| \| \| \| \| \| \| \| \| \| \| \| \| \| \| \| \| \| \| \| \| \| \| \| \| \| \| \| \| \| \| \| \| \| \| \| \| \| \| \| \| \| \| \| \| \| 25. Andrea de Arévalo-Arias y Gutiérrez \| \| \| \| \| \| \| \| \| \| \| \| \| \| \| \| \| \| \| \| \| \| \| \| \| \| \| \| \| \| \| \| \| \| \| \| \| \| \| \| \| \| \| \| \| \| \| \| \| \| \| \| \| \| 6. Nicolás de la Barreda y Obando \| \| \| \| \| \| \| \| \| \| \| \| \| \| \| \| \| \| \| \| \| \| \| \| \| \| \| \| \| \| \| \| \| \| \| \| \| \| \| \| \| \| \| \| \| \| \| \| \| \| \| \| \| \| 26. Pedro de Obando y Peralta \| \| \| \| \| \| \| \| \| \| \| \| \| \| \| \| \| \| \| \| \| \| \| \| \| \| \| \| \| \| \| \| \| \| \| \| \| \| \| \| \| \| \| \| \| \| \| \| \| \| \| \| \| \| 13. Luisa de Obando y Vizcarra \| \| \| \| \| \| \| \| \| \| \| \| \| \| \| \| \| \| \| \| \| \| \| \| \| \| \| \| \| \| \| \| \| \| \| \| \| \| \| \| \| \| \| \| \| \| \| \| \| \| \| \| \| \| 27. Catalina de Vizcarra y Tapia \| \| \| \| \| \| \| \| \| \| \| \| \| \| \| \| \| \| \| \| \| \| \| \| \| \| \| \| \| \| \| \| \| \| \| \| \| \| \| \| \| \| \| \| \| \| \| \| \| \| \| \| \| \| 3. María Josefa de la Barreda y Benavides \| \| \| \| \| \| \| \| \| \| \| \| \| \| \| \| \| \| \| \| \| \| \| \| \| \| \| \| \| \| \| \| \| \| \| \| \| \| \| \| \| \| \| \| \| \| \| \| \| \| \| \| \| \| 28. Diego de Benavides y Cisneros \| \| \| \| \| \| \| \| \| \| \| \| \| \| \| \| \| \| \| \| \| \| \| \| \| \| \| \| \| \| \| \| \| \| \| \| \| \| \| \| \| \| \| \| \| \| \| \| \| \| \| \| \| \| 14. Diego de Benavides y Espinosa \| \| \| \| \| \| \| \| \| \| \| \| \| \| \| \| \| \| \| \| \| \| \| \| \| \| \| \| \| \| \| \| \| \| \| \| \| \| \| \| \| \| \| \| \| \| \| \| \| \| \| \| \| \| 29. Costanza de Ávalos y Peralta \| \| \| \| \| \| \| \| \| \| \| \| \| \| \| \| \| \| \| \| \| \| \| \| \| \| \| \| \| \| \| \| \| \| \| \| \| \| \| \| \| \| \| \| \| \| \| \| \| \| \| \| \| \| 7. María Josefa de Benavides y Moscoso \| \| \| \| \| \| \| \| \| \| \| \| \| \| \| \| \| \| \| \| \| \| \| \| \| \| \| \| \| \| \| \| \| \| \| \| \| \| \| \| \| \| \| \| \| \| \| \| \| \| \| \| \| \| 30. Diego de Moscoso y Butrón de Múgica \| \| \| \| \| \| \| \| \| \| \| \| \| \| \| \| \| \| \| \| \| \| \| \| \| \| \| \| \| \| \| \| \| \| \| \| \| \| \| \| \| \| \| \| \| \| \| \| \| \| \| \| \| \| 15. María Josefa de Moscoso y Maldonado de Saavedra \| \| \| \| \| \| \| \| \| \| \| \| \| \| \| \| \| \| \| \| \| \| \| \| \| \| \| \| \| \| \| \| \| \| \| \| \| \| \| \| \| \| \| \| \| \| \| \| \| \| \| \| \| \| 31. María Maldonado de Saavedra y Cárdenas \| \| \| \| \| \| \| \| \| \| \| \| \| \| \| \| \| \| \| \| \| \| \| \| \| \| \| \| \| \| \| \| \| \| \| \| \| \| \| \| \| \| \| \| \| \| \| \| \| \| \| \| |                                                     |  |  |  |  |  |  |  |  |  |  |  |  |  |  |  |
| |                                                     |  |  |  |  |  |  |  |  |  |  |  |  |  |  |  |
| | 16. ?                                               |  |  |  |  |  |  |  |  |  |  |  |  |  |  |  |
| |                                                     |  |  |  |  |  |  |  |  |  |  |  |  |  |  |  |
| |                                                     |  |  |  |  |  |  |  |  |  |  |  |  |  |  |  |
| | 8. Juan de Goyeneche                                |  |  |  |  |  |  |  |  |  |  |  |  |  |  |  |
| |                                                     |  |  |  |  |  |  |  |  |  |  |  |  |  |  |  |
| |                                                     |  |  |  |  |  |  |  |  |  |  |  |  |  |  |  |
| | 17. ?                                               |  |  |  |  |  |  |  |  |  |  |  |  |  |  |  |
| |                                                     |  |  |  |  |  |  |  |  |  |  |  |  |  |  |  |
| |                                                     |  |  |  |  |  |  |  |  |  |  |  |  |  |  |  |
| | 4. Pedro de Goyeneche y Gragineta                   |  |  |  |  |  |  |  |  |  |  |  |  |  |  |  |
| |                                                     |  |  |  |  |  |  |  |  |  |  |  |  |  |  |  |
| |                                                     |  |  |  |  |  |  |  |  |  |  |  |  |  |  |  |
| | 18. ?                                               |  |  |  |  |  |  |  |  |  |  |  |  |  |  |  |
| |                                                     |  |  |  |  |  |  |  |  |  |  |  |  |  |  |  |
| |                                                     |  |  |  |  |  |  |  |  |  |  |  |  |  |  |  |
| | 9. Graziana de Gragineta                            |  |  |  |  |  |  |  |  |  |  |  |  |  |  |  |
| |                                                     |  |  |  |  |  |  |  |  |  |  |  |  |  |  |  |
| |                                                     |  |  |  |  |  |  |  |  |  |  |  |  |  |  |  |
| | 19. ?                                               |  |  |  |  |  |  |  |  |  |  |  |  |  |  |  |
| |                                                     |  |  |  |  |  |  |  |  |  |  |  |  |  |  |  |
| |                                                     |  |  |  |  |  |  |  |  |  |  |  |  |  |  |  |
| | 2. Juan Crisostomo de Goyeneche y Aguerrevere       |  |  |  |  |  |  |  |  |  |  |  |  |  |  |  |
| |                                                     |  |  |  |  |  |  |  |  |  |  |  |  |  |  |  |
| |                                                     |  |  |  |  |  |  |  |  |  |  |  |  |  |  |  |
| | 20. ?                                               |  |  |  |  |  |  |  |  |  |  |  |  |  |  |  |
| |                                                     |  |  |  |  |  |  |  |  |  |  |  |  |  |  |  |
| |                                                     |  |  |  |  |  |  |  |  |  |  |  |  |  |  |  |
| | 10. Juan de Aguerrevere                             |  |  |  |  |  |  |  |  |  |  |  |  |  |  |  |
| |                                                     |  |  |  |  |  |  |  |  |  |  |  |  |  |  |  |
| |                                                     |  |  |  |  |  |  |  |  |  |  |  |  |  |  |  |
| | 21. ?                                               |  |  |  |  |  |  |  |  |  |  |  |  |  |  |  |
| |                                                     |  |  |  |  |  |  |  |  |  |  |  |  |  |  |  |
| |                                                     |  |  |  |  |  |  |  |  |  |  |  |  |  |  |  |
| | 5. María Bautista de Aguerrevere y Iturralde        |  |  |  |  |  |  |  |  |  |  |  |  |  |  |  |
| |                                                     |  |  |  |  |  |  |  |  |  |  |  |  |  |  |  |
| |                                                     |  |  |  |  |  |  |  |  |  |  |  |  |  |  |  |
| | 22. ?                                               |  |  |  |  |  |  |  |  |  |  |  |  |  |  |  |
| |                                                     |  |  |  |  |  |  |  |  |  |  |  |  |  |  |  |
| |                                                     |  |  |  |  |  |  |  |  |  |  |  |  |  |  |  |
| | 11. María de Iturralde                              |  |  |  |  |  |  |  |  |  |  |  |  |  |  |  |
| |                                                     |  |  |  |  |  |  |  |  |  |  |  |  |  |  |  |
| |                                                     |  |  |  |  |  |  |  |  |  |  |  |  |  |  |  |
| | 23. ?                                               |  |  |  |  |  |  |  |  |  |  |  |  |  |  |  |
| |                                                     |  |  |  |  |  |  |  |  |  |  |  |  |  |  |  |
| |                                                     |  |  |  |  |  |  |  |  |  |  |  |  |  |  |  |
| | 1. José Manuel de Goyeneche y Barreda               |  |  |  |  |  |  |  |  |  |  |  |  |  |  |  |
| |                                                     |  |  |  |  |  |  |  |  |  |  |  |  |  |  |  |
| |                                                     |  |  |  |  |  |  |  |  |  |  |  |  |  |  |  |
| | 24. Juan de la Barreda y Núñez                      |  |  |  |  |  |  |  |  |  |  |  |  |  |  |  |
| |                                                     |  |  |  |  |  |  |  |  |  |  |  |  |  |  |  |
| |                                                     |  |  |  |  |  |  |  |  |  |  |  |  |  |  |  |
| | 12. Juan de Barreda y Arévalo                       |  |  |  |  |  |  |  |  |  |  |  |  |  |  |  |
| |                                                     |  |  |  |  |  |  |  |  |  |  |  |  |  |  |  |
| |                                                     |  |  |  |  |  |  |  |  |  |  |  |  |  |  |  |
| | 25. Andrea de Arévalo-Arias y Gutiérrez             |  |  |  |  |  |  |  |  |  |  |  |  |  |  |  |
| |                                                     |  |  |  |  |  |  |  |  |  |  |  |  |  |  |  |
| |                                                     |  |  |  |  |  |  |  |  |  |  |  |  |  |  |  |
| | 6. Nicolás de la Barreda y Obando                   |  |  |  |  |  |  |  |  |  |  |  |  |  |  |  |
| |                                                     |  |  |  |  |  |  |  |  |  |  |  |  |  |  |  |
| |                                                     |  |  |  |  |  |  |  |  |  |  |  |  |  |  |  |
| | 26. Pedro de Obando y Peralta                       |  |  |  |  |  |  |  |  |  |  |  |  |  |  |  |
| |                                                     |  |  |  |  |  |  |  |  |  |  |  |  |  |  |  |
| |                                                     |  |  |  |  |  |  |  |  |  |  |  |  |  |  |  |
| | 13. Luisa de Obando y Vizcarra                      |  |  |  |  |  |  |  |  |  |  |  |  |  |  |  |
| |                                                     |  |  |  |  |  |  |  |  |  |  |  |  |  |  |  |
| |                                                     |  |  |  |  |  |  |  |  |  |  |  |  |  |  |  |
| | 27. Catalina de Vizcarra y Tapia                    |  |  |  |  |  |  |  |  |  |  |  |  |  |  |  |
| |                                                     |  |  |  |  |  |  |  |  |  |  |  |  |  |  |  |
| |                                                     |  |  |  |  |  |  |  |  |  |  |  |  |  |  |  |
| | 3. María Josefa de la Barreda y Benavides           |  |  |  |  |  |  |  |  |  |  |  |  |  |  |  |
| |                                                     |  |  |  |  |  |  |  |  |  |  |  |  |  |  |  |
| |                                                     |  |  |  |  |  |  |  |  |  |  |  |  |  |  |  |
| | 28. Diego de Benavides y Cisneros                   |  |  |  |  |  |  |  |  |  |  |  |  |  |  |  |
| |                                                     |  |  |  |  |  |  |  |  |  |  |  |  |  |  |  |
| |                                                     |  |  |  |  |  |  |  |  |  |  |  |  |  |  |  |
| | 14. Diego de Benavides y Espinosa                   |  |  |  |  |  |  |  |  |  |  |  |  |  |  |  |
| |                                                     |  |  |  |  |  |  |  |  |  |  |  |  |  |  |  |
| |                                                     |  |  |  |  |  |  |  |  |  |  |  |  |  |  |  |
| | 29. Costanza de Ávalos y Peralta                    |  |  |  |  |  |  |  |  |  |  |  |  |  |  |  |
| |                                                     |  |  |  |  |  |  |  |  |  |  |  |  |  |  |  |
| |                                                     |  |  |  |  |  |  |  |  |  |  |  |  |  |  |  |
| | 7. María Josefa de Benavides y Moscoso              |  |  |  |  |  |  |  |  |  |  |  |  |  |  |  |
| |                                                     |  |  |  |  |  |  |  |  |  |  |  |  |  |  |  |
| |                                                     |  |  |  |  |  |  |  |  |  |  |  |  |  |  |  |
| | 30. Diego de Moscoso y Butrón de Múgica             |  |  |  |  |  |  |  |  |  |  |  |  |  |  |  |
| |                                                     |  |  |  |  |  |  |  |  |  |  |  |  |  |  |  |
| |                                                     |  |  |  |  |  |  |  |  |  |  |  |  |  |  |  |
| | 15. María Josefa de Moscoso y Maldonado de Saavedra |  |  |  |  |  |  |  |  |  |  |  |  |  |  |  |
| |                                                     |  |  |  |  |  |  |  |  |  |  |  |  |  |  |  |
| |                                                     |  |  |  |  |  |  |  |  |  |  |  |  |  |  |  |
| | 31. María Maldonado de Saavedra y Cárdenas          |  |  |  |  |  |  |  |  |  |  |  |  |  |  |  |
| |                                                     |  |  |  |  |  |  |  |  |  |  |  |  |  |  |  |
| |                                                     |  |  |  |  |  |  |  |  |  |  |  |  |  |  |  |